# HD 75898 b
HD 75898 b (بالإنجليزية: HD 75898 b)‏ الذي يرمز له بالرمز HD 75898b، هو كوكب خارج المجموعة الشمسية، في كوكبة الوشق، يتبع HD 75898 ‏.

## الاكتشاف
اكتشف في 11 يناير 2007، وكانت طريقة الاكتشاف Doppler spectroscopy.